# St. Georg (Meinersen)

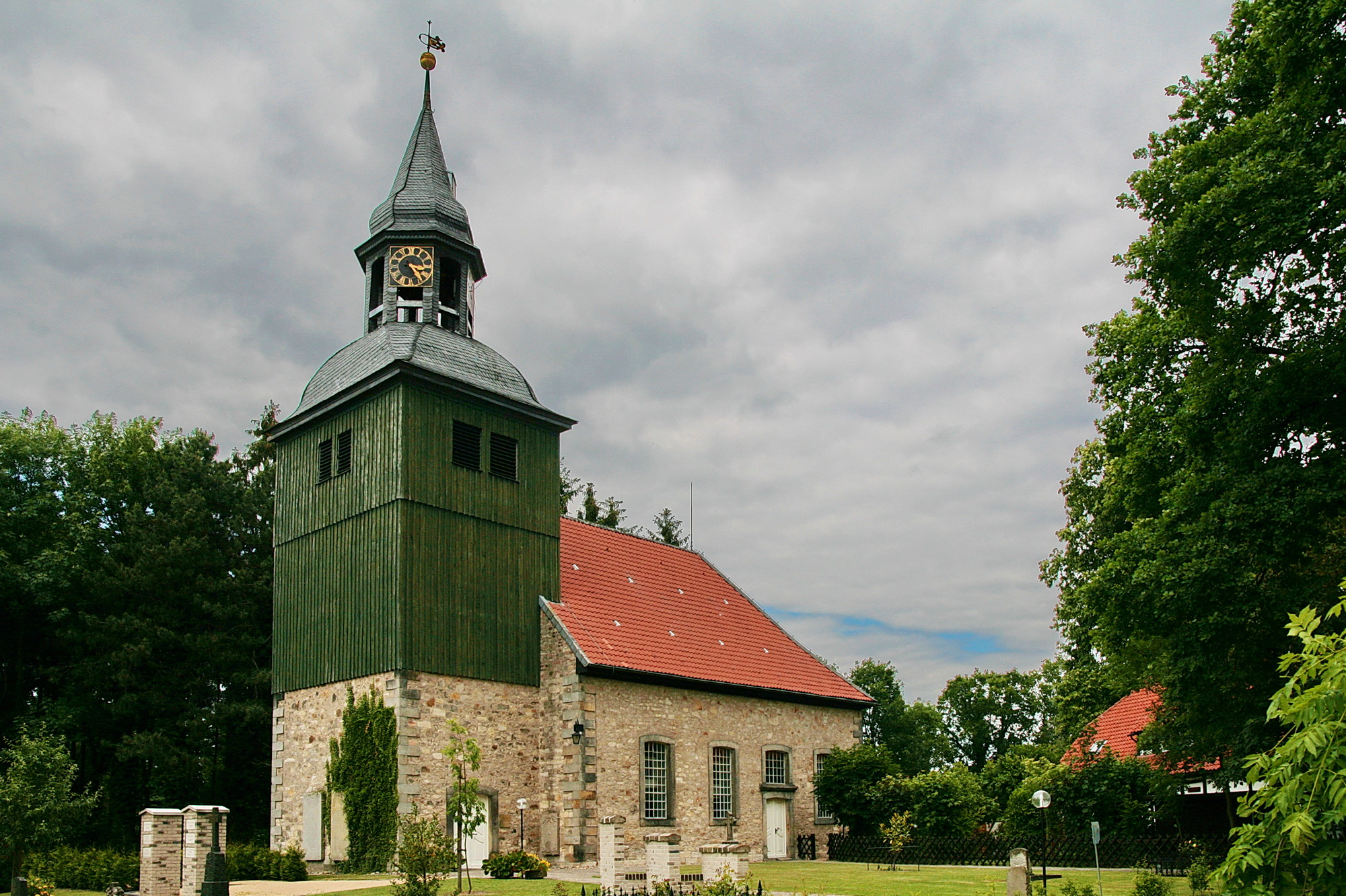
St. Georg

Die evangelisch-lutherische denkmalgeschützte Kirche St. Georg steht in Meinersen, einer Gemeinde im Landkreis Gifhorn von Niedersachsen. Die Kirchengemeinde gehört zum Kirchenkreis Gifhorn im Sprengel Lüneburg der Evangelisch-lutherischen Landeskirche Hannover.

## Beschreibung
Der Vorgängerbau aus dem 12. Jahrhundert, eine massive Kreuzkirche, musste wegen Baufälligkeit abgerissen werden. Die heutige Saalkirche wurde 1779 aus den Bruchsteinen der abgerissenen Kirche auf demselben Platz erbaut. Sie ist mit Ecksteinen versehen. Die beiden oberen Geschosse des Kirchturms im Westen sind aus Holz, das oberste hat Klangarkaden. Er ist bedeckt mit einer glockenförmigen Haube, auf der eine offene Laterne sitzt. Der Innenraum hat an drei Seiten Emporen. Der Kanzelaltar stammt aus der Erbauungszeit.